# Sophie de Wurtemberg (1563-1590)
Sophie de Wurtemberg (20 novembre 1563 - 21 juillet 1590), était une noble allemande, membre de la Maison de Wurtemberg et par mariage duchesse de Saxe-Weimar.
Née à Stuttgart, elle était la plus jeune des douze enfants nés du mariage de Christophe de Wurtemberg et d'Anne-Marie de Brandebourg-Ansbach. 

## Biographie
À Weimar , le 5 mai 1583 Sophie épouse Frédéric-Guillaume Ier de Saxe-Weimar. Ils ont eu six enfants, dont seulement deux sont arrivés à l'âge adulte:
1. Dorothée Marie (Weimar, 8 mai 1584 – Weimar, 9 septembre 1586)
2. Jean Guillaume, Prince Héréditaire de Saxe-Weimar (Weimar, 30 juin 1585 – Weimar, 23 janvier 1587)
3. Frédéric (Weimar, 26 septembre 1586 – Weimar, 19 janvier 1587)
4. Dorothée-Sophie (Weimar, 19 décembre 1587 – Weimar, 10 février 1645), Princesse-Abbesse de Quedlinburg (1618-1645)
5. Anne Marie (Weimar, 31 mars 1589 – Dresde, 15 décembre 1626)
6. fils mort-né (Vacha, 21 juillet 1590)

Sophie est morte à Vacha âgée de 26 ans, à la suite des complications de son dernier accouchement. Elle a été enterrée dans la Stadtkirche St Peter und Paul, de Weimar.